# 陳敱永
陳敳永（？—1681年），字雝期，號學山，浙江杭州府海寧縣人，清朝政治人物。

## 生平
順治五年（1648年）戊子科浙江鄉試第四十六名舉人，十二年（1655年）乙未科三甲第四十三名進士。選翰林院庶吉士，散館授編修，升侍讀學士，康熙七年（1668年）升掌院學士，九年（1670年）升內閣學士，同年任武會試正考官，十年（1671年）升吏部右侍郎，十一年（1672年）改吏部左侍郎，十五年（1676年）任都察院左都御史，十六年（1677年）四月升工部尚書，十七年（1678年）三月致仕歸里，二十年（1681年）卒於家，諡文和。

## 著作
著有《邑侯許公重建鎮海塔記》、《丹墀管議》。

## 家族
出身海寧陳氏望族。曾祖陳與相，父陳之暹。妹陳皖永（字倫光，號汲雲老人）嫁副榜楊中默，著有《素賞樓詩稿》等詩文集，部分收錄於《國朝閨閣詩鈔》中。子陳世安，康熙十六年（1677年）丁巳科順天鄉試舉人，其一女嫁蔣文瀾子蔣曰樞。